# Кридль, Манфред
Ма́нфред Кридль (пол. Manfred Kridl; полное имя Manfred Edward Robert Kridl, 11 октября 1882, Львов — 4 февраля 1957, Нью-Йорк) — польский историк и теоретик литературы.

## Биография
Сын чеха Эдварда Юзефа Кридля, офицера австрийского армии. Образование получил в Львовском университете (1902—1906), где изучал польскую филологию, французскую филологию и философию. Состоял в социалистических кружках и партиях. Обучение продолжал в Фрибуре и Париже. Преподавал в частной школе и гимназии. 
В 1909 году получил степень доктора философии в Львовском университете. С 1911 года состоял членом Варшавского научного общества. 
В 1914—1918 годах участвовал в составе австрийской армии в Первой мировой войне.
В 1921 году хабилитировался в Варшавском университете, где и начал работать. В 1923 году был избран членом Комиссии исследований литературы и просвещения Польской академии знаний (Komisja do Badań Literatury i Oświaty Polskiej Akademii Umiejętności).
С 1929 года был профессором славистики в Брюссельском университете. После выхода книги „Główne prądy literatury europejskie. Klasycyzm, romantyzm, epoka poromantyczna“ (1932) стал профессором экстраординарным Университета Стефана Батория в Вильно; с 1934 года — профессор ординарный истории польской литературы. В учебном году 1934/1935 занимал должность декана гуманитарного отделения, в 1935/1936 — заместителя проректора. Был известен своими симпатиями к молодёжи левых взглядов, в том числе и к поэтам круга «Жагаров».
В Вильно издал труд „Wstęp do badań nad dziełem literackim“ (1936), методологические позиции которого близки к теоретическим установкам русских формалистов. Книга вызвала оживлённую полемику.
В 1940 году через Швейцарию выехал в Бельгию, затем перебрался в США. В 1940—1948 годах преподавал польский язык и литературу в колледже Смит в Нортгемптоне (Массачусетс). С 1948 года был профессором Колумбийский университет в Нью-Йорке.
С 1956 года на пенсии, продолжая заниматься преподаванием и научной работой. Умер в Нью-Йорке. Похоронен в Денниспорте (Массачусетс).

## Научная деятельность
Исследовал польскую литературу XIX века, творчество наиболее выдающихся романтиков, разрабатывал методологию литературы. Составил антологию польской литературы („An Anthology of Polish Literature“, 1957).

### Труды
- Mickiewicz i Lamennais. Studium porównawcze (1908)
- Antagonizm wieszczów. Rzecz o stosunku Słowackiego do Mickiewicza (1925)
- Literatura polska wieku XIX (учебник для средней школы, ч. 1—5, 1925—1933)
- Główne prądy literatury europejskie. Klasycyzm, romantyzm, epoka poromantyczna (1931)
- Wstęp do badań nad dziełem literackim (1936)
- W różnych przekrojach (1939)
- Literatura polska na tle rozwoju kultury (1945)
- A Survey of Polish Literature and Culture (1956)